# Pontigny
Pontigny ist eine französische Gemeinde mit 774 Einwohnern (Stand 1. Januar 2022) im Département Yonne in der Region Bourgogne-Franche-Comté im Osten Frankreichs.
Der Ort ist vor allem durch das berühmte Kloster Pontigny und als Sitz der Mission de France bekannt.

## Geografie
Pontigny liegt im Serein-Tal am gleichnamigen Fluss etwa 19 km nordöstlich von Auxerre.

## Geschichte
Die erste Erwähnung des Ortes führt bis in das 6. Jahrhundert zurück.
Die heilige Porcaire, eine der Frauen, die im Jahr 448 Germanus von Auxerre nach Ravenna begleiteten, zog sich als Einsiedlerin in einen Wald im Sereintal zurück. An dem Ort, an dem sie lebte, befindet sich bis heute ein Gut, das ihren Namen trägt.
Die Abtei Pontigny wurde 1114 auf Verlangen eines Ansius, Priester der Diözese Auxerre, durch Mönche aus dem Kloster Cîteaux, dem Ursprungskloster und Ausgangspunkt des Zisterzienserordens, gegründet. Sie entwickelte sich sehr schnell, insbesondere als durch Theobald II., Graf von Champagne, im Jahr 1150 die Erlaubnis zum Bau einer Kirche erteilt wurde.
Von 1164 bis 1170 diente das Kloster Thomas Becket, dem damaligen Erzbischof von Canterbury als Zuflucht, als er aufgrund eines Konflikts mit Heinrich II. aus England floh. Erst nach massivem Druck, den der König auf die Zisterzienser ausübte, verließ er das Kloster wieder. Zwei weitere Erzbischöfe aus Canterbury, Stephen Langton und der heilige Edmund Rich von Abingdon, dessen Grabmal in Pontigny zu einem Wallfahrtsort wurde, folgten dem Vorbild ihres Vorgängers und zogen sich im Streit mit ihrem König in das Kloster zurück.
Während der Französischen Revolution wurde das Kloster aufgehoben und ein Großteil des Konventes zerstört. Das Dorf Pontigny, das bis dahin zur Pfarrei des Nachbarortes Venouse zählte, wurde zur selbständigen Gemeinde.
In der Mitte des 19. Jahrhunderts ließ sich die Priestergemeinschaft des hl. Edmund in den verbliebenen Klosteranlagen nieder, um dort ein Leben im Konvent zu führen und einen Stützpunkt für ihre Landevangelisation zu schaffen.
Seit 1949 hat die Mission de France ihr Mutterhaus im Kloster.
Die Gemeinde Pontigny unterhält eine Partnerschaft mit der deutschen Gemeinde Sankt Thomas (Eifel).

### Bevölkerungsentwicklung
| Jahr                       | 1962 | 1968 | 1975 | 1982 | 1990 | 1999 | 2009 | 2017 | 2020 |
| Einwohner                  | 664  | 668  | 684  | 727  | 737  | 748  | 724  | 752  | 754  |
| Quellen: Cassini und INSEE |      |      |      |      |      |      |      |      |      |

Pontigny ist eine Gemeinde mit weniger als 1000 Einwohnern. Seit Beginn der 1960er Jahre wächst die Bevölkerung stetig mit einer in etwa durchschnittlichen Rate. Durch eine verstärkte Abwanderung am Beginn der Periode stagnierte die Einwohnerzahl trotz einer vergleichsweise hohen Geburtenrate. In den 1990er Jahren konnte diese Entwicklung durch verstärkten Zuzug wieder umgekehrt werden.

## Sehenswürdigkeiten
Ortsbild und Geschichte der Gemeinde werden vom ehemaligen Kloster Pontigny bestimmt. Zu den Überresten der säkularen Geschichte zählt das zerstörte mittelalterliche Dorf Révisy, das sich auf dem Gebiet der heutigen Gemeinde befindet. Über den Serein spann sich eine sehenswerte zweibögige Brücke.
Die während der Revolution zerstörten Wirtschaftsgebäude der als Monument historique klassifizierten Klosteranlage wurden teils später wieder aufgebaut und für weltliche Zwecke weiter verwendet. Hierzu zählen etwa der Klostersaal, die Kelterei, der Getreidespeicher, die Töpferei oder der Brunnen.

### Kloster Pontigny
- Der Bau der mittelalterliche Klosterkirche Notre-Dame-et-Saint-Edme de Pontigny wurde im 12. Jahrhundert begonnen.
- Auf dem Friedhof befindet sich das Grabmal des Philosophen und Schriftstellers Paul Desjardins.

## Wirtschaft
Die Haupteinnahmequelle ist seit den Zeiten der Blüte des Klosterlebens die Landwirtschaft. Neben Getreideanbau und Baumschulen ist der Weinbau der entscheidende Faktor. Zu den traditionellen handwerklichen Gewerken zählt die Ziegelbrennerei.
In den ehemaligen Klosteranlagen befindet sich heute unter anderem ein Zentrum zur Berufsausbildung für Körperbehinderte.

## Persönlichkeiten
Der Schriftsteller Paul Desjardins versammelte von 1910 bis 1939 mehrmals jährlich in den Dekaden von Pontigny Schriftsteller, Philosophen und Künstler aus vielen Ländern in der ehemaligen Klosteranlage, die er 1909 erworben hatte. Zu seinen Gästen zählten unter anderem André Gide, Edmond Jaloux, Roger Martin du Gard, Jean Schlumberger, André Maurois, Pierre Viénot, Jacques Rivière, François Mauriac, Paul Valéry, Charles Du Bos, André Malraux, Paul Claudel, Antoine de Saint-Exupéry, Jean-Paul Sartre, Simone de Beauvoir, T. S. Eliot, Alice Voinescu, Thomas Mann, Heinrich Mann, Walter Benjamin (1938) und Ernst Robert Curtius.